# Aginnum
Aginnum est le nom antique de la ville française d'Agen, en Lot-et-Garonne.

## Histoire
Aginnum était située sur un éperon rocheux qui dominait la partie nord du plateau de l'Ermitage. C'était la principale ville des Nitiobroges, tribu mi-celte mi-ibère qui s'installa dans la région entre le Lot et la Garonne vers 400 av. J.-C. en raison de la facilité à défendre la ville, mais aussi à surveiller la vallée de la Garonne resserrée à cet endroit et au croisement de plusieurs voies romaines particulièrement fréquentées. Un rempart de 800m de long et de 60m d'épaisseur entourait le site.
La ville, chef-lieu de civitas qui s'étendait sur 80 hectares, était fort  peuplée et assez riche. Mais la prospérité était davantage liée à une activité de transit qu'à un véritable rôle de pôle commercial. Ce passage intense est à mettre en relation avec l'implantation précoce de la religion chrétienne. Durant le Haut Empire, Agen connut un important essor grâce au transit en raison à la proximité du fleuve et d'un nœud routier, la ville apparaissant dans l'itinéraire d'Antonin et la table de Peutinger

## Vestiges antiques
La ville gallo-romaine a laissé d'importantes et assez nombreuses traces. Mais elles ont pour la plupart été détruites, en particulier les plus intéressantes : 
- le théâtre, chose assez rare pour une ville de moyenne importance, d'autant plus qu'Aginnum était aussi dotée d'un amphithéâtre pouvant accueillir 10 000 à 15 000 personnes, chiffre considérable.
- Le forum était situé au niveau du Marché. Le seul bâtiment encore debout qui puisse se rattacher à cette période antique est la cella du Martrou, destinée à conserver les restes de saint Caprais.
- On a également des indices concernant l'existence d'au moins une nécropole.

## Aginnum dans la bande dessinée
Dans l'album de bande dessinée Le Tour de Gaule d'Astérix, de René Goscinny et Albert Uderzo, les deux héros, Astérix et Obélix, font étape à Aginnum.